# تجميل الشفران
تجميل الشفران (بالإنجليزية: labiaplasty)‏ هي جراحة تجميلية تهدف لإجراء تغيير على الشفرين الصغيرين (الشفران الداخليان) بالإضافة إلى الشفرين الكبيرين (الشفران الخارجيان) كما تقوم بعملية تجميل بسيطة لطيات الجلد المحيطة بالفرج.
هناك فئتين رئيسيتين من النساء اللاتي يبحثن عن عملية تجميل أو بالأحرى جراحة للأعضاء التناسلية: اللائي يُعانين من تشوهات خلقية مثل ثنائية الجنس أما الفئة الثانية فهي تلك التي تُعاني من عدم الشعور بالراحة الجسدية أو تلك التي ترغب في تغيير مظهر الأعضاء التناسلية لاعتقادها أنها غير طبيعية أو غير جميلة أو شيء من هذا القبيل.
في الحقيقة يختلف حجم ولون وشكل الشفرين بشكل كبير من أنثى لأنثى، كما أن هذان الشفران قد يتغيران نتيجة الولادة والشيخوخة وغيرها من الأحداث. هناك بعض الشروط التي يجب أن تتوفر قبل إجراء عملية التجميل وتشمل ذلك العيوب الخلقية والتشوهات مثل الرتق المهبلي وحتى عدم تخلق مولري (تلف الرحم وقناة فالوب معاً) بالإضافة إلى تلك التمزقات التي تمتد للشفرين الصغيرين بسبب الولادة أو أي أحداث أخرى.
في عام 2008 ذكرت دراسة استقصائية أن 32 في المائة من النساء اللائي خضعن لهذه العملية فعلن ذلك من أجل تصحيح «خلل وظيفي»، مقابل 31 في المائة فعلن ذلك من أجل تصحيح خلل وظيفي ولأسباب جمالية معاً في حين وجدت الدراسة أن 37 في المائة من النساء خضعن لهذه العملية لأسباب جمالية فقط. ووفقا لدراسة أخرى تمت عام 2011؛ فإن ما بين 90 إلى 95% كُنَّ راضيات عن نتائج العملية. لكن وبالرغم من ذلك فهناك بعض المخاطر خلال عملية التجميل هذه بما في ذلك الندبات الدائمة، خطر انتقال العدوى، النزيف، التهيج بل حتى تلف الأعصاب مما يؤدي إلى زيادة أو انخفاض حساسية تلك المنطقة.
نادراً ما تظهر صور تشريحية للفرج على وسائل الإعلام الشعبية وفي الإعلانات :19 بل إنها نادرا ما تُضمن في الكتب المدرسية الخاصة بالتشريح،  ثم إن معظم المجتمعات تُعارض التربية الجنسية. كل هذا ساهم في الحد من المعلومات حول الاختلاف الطبيعي على مستوى الشفران؛ لذلك فالعديد من النساء لديهن معرفة محدودة بتشريح الفرج وبمكوناته وغير قادرين على التمييز بين ما هو «طبيعي» وما هو «مُعدل».:6  في نفس الوقت تنتشر على الإنترنت العديد من الصور الإباحية التي تُظهر الجهاز التناسلي للمرأة بشكل مغاير تماما لكنها في حقيقة الأمر صور متلاعب بها رقميا حيث يتم تغيير حجم وشكل الشفرين لتتناسب مع معايير الرقابة في مختلف البلدان. أثار الباحثون الطبيون مخاوف بشأن الصور الإباحية المُنتشرة على النت والتي قد تتسبب في عدم رضى بعض النساء عن جسدهن مما يدفعهن لإجراء عمليات التجميل وعمليات التعديل.

## حجم الشفرين
تجتمع الأعضاء التناسلية للمرأة في الفرج، فهناك يوجد الشفرين الكبيرين والصغيرين بالإضافة إلى البظر، الإحليل ثم المهبل. يمتد الشفرين الكبيرين من جبل العانة إلى العجان. يختلف حجم وشكل ولون الشفرين الصغيرين للمرأة إلى حد كبير. وعادة ما يكون واحدا أكبر من الآخر. قد يكون الشفرين الداخليين مختفيين تحت الشفرين الخارجيين كما قد يكونا مرئيين. عادة ما يُصبح هذان الشفران كبيران خلال الإثارة الجنسية حيث يتضاعف حجمهما مرتان إلى ثلاثة عند كل عملية إثارة. يُمكن أن يتغير حجم الشفرين بسبب الولادة. كما يُمكن لثقب الأعضاء التناسلية أن يزيد حجم التباين وذلك حسب الوزن. في عام 2004 قام مجموعة من الباحثين في إدارة جيانولوجي بقيادة إليزابيث غاريت أندرسون العاملة في مستشفى لندن بقياس حجم الشفرين الصغيرين لدى 50 امرأة تتراوح أعمارهن بين 18 و 50 مع متوسط سن بلغ 35.6 وحصلت على النتائج التالية:
|                                                         | القياسات         | المتوسط [قاعدة سيغما الثلاثية] |
| ------------------------------------------------------- | ---------------- | ------------------------------ |
| طول البظر (مم)                                          | 5.0 – 35.0       | 19.1 [8.7]                     |
| عرض حشفة البظر (مم)                                     | 3.0 – 10.0       | 5.5 [1.7]                      |
| المسافة بين البظر ومجرى البول (مم)                      | 16.0 – 45.0      | 28.5 [7.1]                     |
| طول الشفرين الكبيرين (سم)                               | 7.0 – 12.0       | 9.3 [1.3]                      |
| طول الشفرين الصغيرين (مم)                               | 20 – 100         | 60.6 [17.2]                    |
| عرض الشفرين الصغيرين (مم)                               | 7.0 – 50.0       | 21.8 [9.4]                     |
| طول العجان (مم)                                         | 15.0 – 55.0      | 31.3 [8.5]                     |
| طول المهبل (سم)                                         | 6.5 – 12.5       | 9.6 [1.5]                      |
| مرحلة تانر (n)                                          | الرابع           | 4.0                            |
| مرحلة تانر (n)                                          | V                | 46                             |
| لون المنطقة التناسلية بالمقارنة مع الجلد المحيط بها (n) | نفس اللون        | 9.0                            |
| لون المنطقة التناسلية بالمقارنة مع الجلد المحيط بها (n) | لون أغمق         | 41                             |
| تغضن الشفرين (n)                                        | مجعد على نحو سلس | 14                             |
| تغضن الشفرين (n)                                        | تجاعيد معتدلة    | 34                             |
| تغضن الشفرين (n)                                        | تجاعيد ملحوظة    | 2.0                            |

## الجراحة

### الموانع
قد يمنع الأطباء في بعض الحالات الراغبات في القيام بمثل عمليات التجميل هذه وذلك لعدة أسباب من بينها:
- عندما يكون الشفران الداخليان صغيرين للغاية؛ وبالتالي يكون من الصعب إجراء تغيير عليهما.
- في حالة إصابة المرأة بمرض معدي ما أو في حالة وجود ورم في جسمها.
- المرأة المدخنة وخاصة الغير راغبة في الإقلاع عن التدخين إما مؤقتا أو بشكل دائم.
- المرأة التي «تُعاني» من صعوبة في التئام جروحها.
- المرأة التي تهدف للقيام بمثل هذه العمليات بهدف التجميل لا غير. (حالات نادرة)
- لا يجب إجراء العملية في فترة الحيض وذلك بهدف التقليل من التأثيرات الهرمونية والتقليل أيضا من خطر العدوى.

### جراحة تغيير الجنس
قد تُستعمل عملية تجميل الشفران خلال عمليات جراحة تغيير الجنس (في حالة التحول من ذكر إلى أنثى)، حيث عادة ما تكون عملية التجميل المرحلة الثانية من مراحل عملية رأب المهبل؛ وهنا تُطبق تقنيات تجميل الشفران لخلق شفرين صغيرين وبظر. في هذا الحالة؛ عادة ما تتم عملية تجميل بعد أشهر من عملية رأب المهبل.

### التخدير
يُمكن إجراء العملية تحت التخدير الموضعي أو التخدير العام كما يمكن استعمال مستحضرات التجميل خلال الجراحة التجميلية. غالباً ما يتم حقن منطقة الشفرين الصغيرين لتحقيق انتفاخ (تورم) على مستوى الأنسجة وبالتالي انقباض الشعيرات الدموية من أجل الحد من النزيف.

### التقنيات

#### تقنية الاستئصال
|                                                                   |  |  |
| مظهر منطقة الفرج بعد إجراء عملية تجميل قائمة على تقنية الاستئصال. |  |  |

تُعد عملية تجميل الشفران عملية بسيطة إلى حد ما حيث تقوم على استئصال الأنسجة في الحافة الحرة من الشفرين الصغيرين. في الحقيقة تختلف طرقُ التجميل من طبيب لآخر ومن دولة لأخرى لكن بصفة عامة يتم وضع مشابك في جميع أنحاء المنطقة المستهدفة وذلك من أجل توقف تدفق الدم ومن ثم جراحة الأنسجة؛ يتم فيما بعد قطع الشفرين الصغيرين أو بالأحرى تجميلهما. يقوم بهذا الإجراء معظم الجراحين لأنه سهل ولا يستوجب خبرات كثيرة. تقوم هذه العملية على محاولة صنع تجاعيد على مستوى الشفرين الصغيرين ثم تجميل الحواف وبالتالي الحصول على منظر جمالي. لكن وبالرغم من كل ذلك تُشكل هذه العملية بعض الخطر خاصة على مستوى النهايات العصبية التي قد تتضرر جراء هذه العملية. علاوة على ذلك هناك إمكانية تجميل المنطقة من خلال إبراز الشفرين الداخليين وجعلهما مرئيان ثم الدفع بالأنسجة لجعلها وردية أو حمراء. بتر الشفرين الصغيرين بشكل كامل هي الطريقة الأكثر شيوعا؛ والتي غالبا ما تتطلب مزيدا من الجراحة من أجل تصحيح المنطقة. جذير بالذكر هنا أن هذه الطريقة لا تُعالج البظر، بل قد ينتج عن العملية تشوهات على مستوى البظر نفسه مما يستوجب جراحة تصحيحية أخرى.

#### تقنية استئصال الإسفين
تقوم هذه التقنية على استئصال جزء من الإسفين-ينطوي الاستئصال على قطع وإزالة جزئية- من أجل تخفيض سمك نسيجه في الشفة الناقصة. هناك مخاطر محتملة في حالة ما تم استئصال الإسفين بشكل كامل حيث قد يُؤثِّرُ هذا على الأعصاب في الشفرين كما قد يتسبب في ورم عصبي يستدعي تدخلا طبيا. إن إزالة جزء من الغشاء المخاطي والجلد مقابل ترك المخاطيات سليمة يقلل بشكل كبير من خطر هذه المضاعفات. تُخلف هذه العملية الجراحية ندبة تتراوح درجة بقائها حسب شق الجرح. قد تسبب العملية أيضا توترا مفرطا على مستوى الجرح مما يزيد من احتمالية زيادة تفزر الجروح. لكن وفي المقابل فلهذه التقنية الكثير من النقط الإيجابية من بينها أن إزالة الإسفين يمكن أن يتسبب في صعود المنطقة نحو القلفة وبالتالي بروز البظر دون الحاجة لشق منفصل وهذا يؤدي طبعا إلى الحصول على النتائج المرجوة ويجنب القيام بعمليات جراحية وشقوق بالقرب من مناطق حساسة للغاية كالبظر.

#### تقنية تخفيض النسيج الظهاري
تقوم هذه التقنية على تخفيض النسيج الظهاري من خلال قطع تلك الأنسجة على جانب الشفرين وذلك باستخدام المشرط أو الليزر. تُقلل عملية التجميل هذه من الأنسجة الزائدة وتُحافظ في نفس الوقت على الشفرين بشكلهما الطبيعي خاصة على مستوى التموجات في الحافة وبالتالي الحفاظ على حسيَّة المنطقة والحفاظ أيضا على خصائص الشفرين وبخاصة وضعية الانتصاب خلال الإثارة الجنسية. يعيب على هذه التقنية أنها قد تزيد من المساحة على مستوى الشفر وبالتالي حدوث تغيير خلال ممارسة العملية الجنسية.

#### تقنية تجميل البظر
|                         |  |  |
| نتائج عملية تجميل البظر |  |  |

تقوم هذه التقنية على تجميل قلفة البظر ومن ثم استئصال الجلد الذي يُحيط بتلك المنطقة والذي يتداخل خلال الاستجابة الجنسية للمرأة. يحتوي البظر على مجموعة من الأنسجة الرخوة التي يجب خياطتها عقب العملية وذلك ابتداء من غطاء البظر حد عظم العانة (لتجنب إصابة أعصاب الفرج)؛ وهكذا فإن كشف البظر يُساهم في شد الشفرين الصغيرين كما قد يُساهم في تحقيق المزيد من الإثارة.

#### تقنية الليزر
يُمكن استعمال الليزر في استئصال الشفرين الصغيرين ومن ثم إعادة تشكيل النسيج الظهاري. لكن عيب هذه التقنية هو إمكانية تأثيرها على البشرة وبالتالي قد تنسبب في حدوث كيسة بشرانية.

### الرعاية ما بعد الجراحة
| |  | |
| توضح هذه الصورة مظهر الشفرين الصغيرين والكبيرين بعد الجراحة مع ملاحظة أن الشفرين الداخليين باتا أقل بروزا بعد العملية. |  | الصورة التقطت بعد أسبوع واحد من عملية تجميل البظر ويُلاحظ توذم على مستوى الشفرين الداخليين والخارجيين مع تورم على مستوى البظر |

عادة ما لا تشعر السيدة بأي آلام خلال العملية الجراحية؛ بل تكون قادرة على مغادرة المستشفى في نفس اليوم. لكن وبالرغم من ذلك فالرعاية ما بعد الجراحة أمر ضروري كما ينصح الأطباء بارتداء الفوط الصحية للشعور بالراحة. جذير بالذكر هنا أن الشفرين الصغيرين غالبا ما ينتفخان خلال فترة ما بعد العملية وذلك بسبب الاستسقاء الناجم عن التخدير وعن حقن الأنسجة. يُنصح أيضا بتطهير موقع الجرح ووضع مرهم أو مضاد حيوي مرتين إلى ثلاث مرات يوميا لعدة أيام بعد الجراحة.
عادة ما يطلب الطبيب من المرأة التي أجرت عملية التجميل متابعة مواعديها معه لمدة أسبوع بعد الجراحة وذلك من أجل متابعة تطورات الأورام الدموية ومراقبة تراكم الدم الوريدي والدم الشراييني. اعتمادا على حالتها الصحية يُمكن للمرأة استئناف الأعمال التي تحتاج جهدا بدنيا بعد ثلاثة إلى أربعة أيام بعد الجراحة. وهناك تعليمات عامة يُقدمها الطبيب عادة للمرأة من أجل شفاء الجروح ومن بين هاته التعليمات الابتعاد عن استخدام الفوط خاصة الخشنة وعدم ارتداء الملابس الضيقة خاصة الداخلية بالإضافة إلى الامتناع عن الجماع لمدة أربعة أسابيع بعد الجراحة.
هناك بعض المضاعفات الطبية بعد إجراء عملية التجميل؛ حيث قد تُصاب السيدة بنزيف أو عدوى على مستوى الفرج كما قد تُعاني من سوء التئام للجروح؛ كل هذه الأمور تتطلب مراجعة الجراح. أخطر الأمور التي قد تنتج عن هذه العملية هي تلف الأعصاب مما قد يتسبب في آلام على مستوى الورم العصبي.